# 光之美少女系列
光之美少女系列是由東堂泉創作，由朝日放送、ABC動畫公司和旭通廣告共同製作的日本兒童向魔法少女系列。以2004年的第一作《光之美少女》作為系列的開始，超過10年播出至今。系列的主要觀眾階層雖是幼稚園到初中的女生，不過設定上跟以往的魔法少女動畫有很大差別，所以亦吸引到一群青少年觀眾收看。除了以東映製作的動畫為主外，也有遊戲與漫畫連載等其他改編媒體。

## 概要

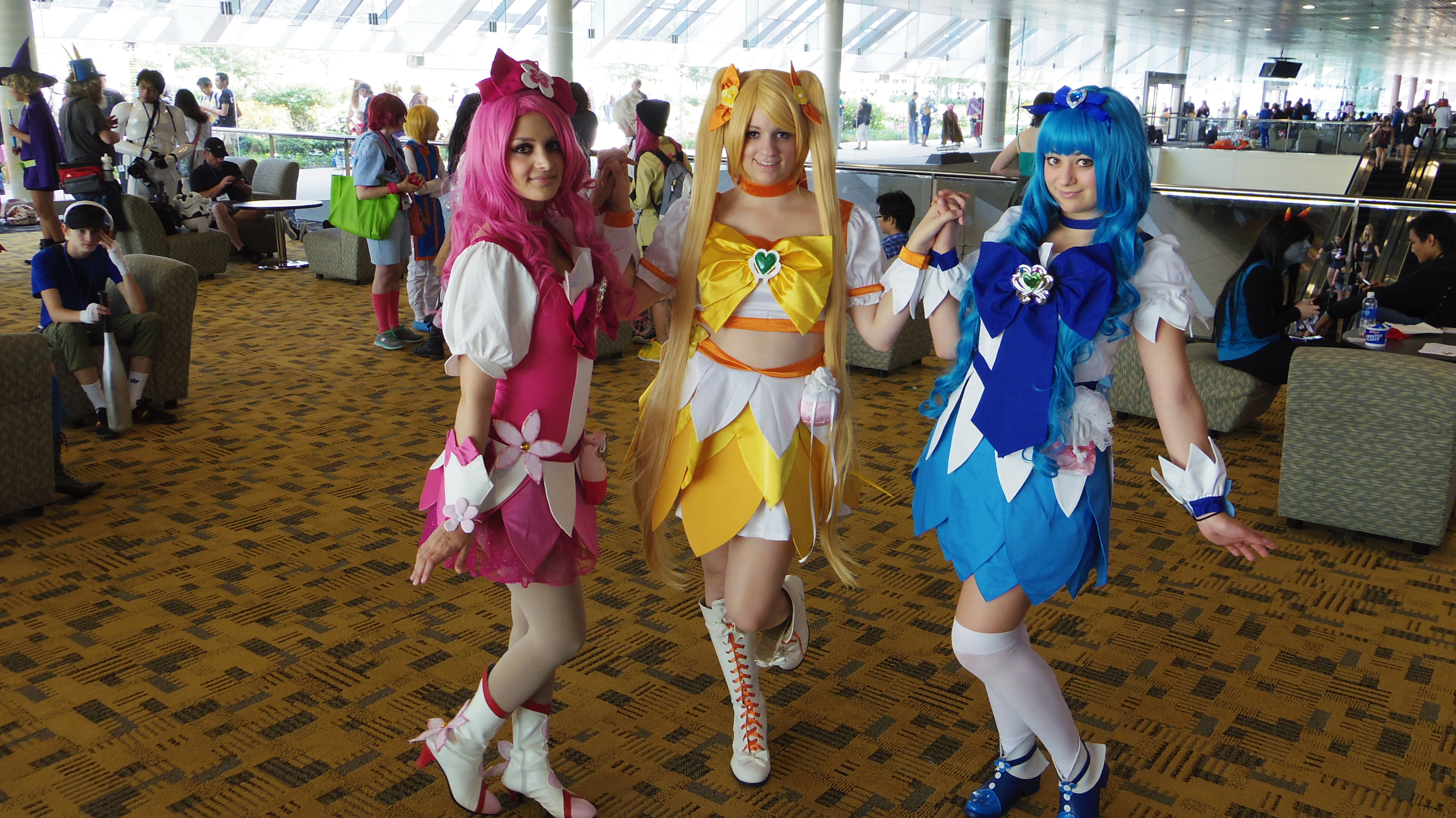
光之美少女的扮裝

故事描述一群主要為初中二年級的少女，和來自各個世界的精靈相遇，成為「光之美少女」（香港劇中大部分時候都會使用英文），並與不同世界的敵人對抗，阻止他們毀滅世界的計劃。儘管大部分的「光之美少女」的變身者大多以初二生階段的少女居多，但也有小學生、高中生、成年女性、嬰兒和男性的「光之美少女」存在，甚至可能會因劇情的關係出現了由妖精或動物變身的人類、異世界或外國的公主、女性外觀的仿生人、外星人、人魚、異世界人。
成員大致分為兩種：一種是在故事開始時包括主角在內的「初期成員」，另一種是故事中期出現的「追加成員」。不過有些時候（例如《Smile光之美少女》）是沒有出現追加成員的。

## 簡稱
除特別指明外，下列要項若須提及作品名稱，將以以下簡稱代替：
電視動畫
- 《光之美少女》→「無印」
- 《光之美少女 Max Heart》→「Max Heart」
- 《光之美少女Splash Star》→「Splash Star」
- 《Yes! 光之美少女5》→「5」
- 《Yes! 光之美少女5 GoGo!》→「GoGo」
- 《光之美少女：幸福精靈》→「幸福精靈」
- 《光之美少女：甜蜜天使》→「甜蜜天使」
- 《光之美少女：美樂天使》→「美樂天使」
- 《Smile 光之美少女！》→「Smile」
- 《心動！光之美少女》→「心動」
- 《幸福爆發！光之美少女》→「幸福爆發」
- 《Go Princess 光之美少女》→「Go Princess」
- 《魔法使光之美少女！》→「魔法使」
- 《光之美少女：食尚甜心》→「食尚甜心」
- 《擁抱！光之美少女》→「擁抱」
- 《Star☆Twinkle 光之美少女》→「Star☆Twinkle」
- 《元氣魔法光之美少女》→「元氣魔法」
- 《熱情閃耀！光之美少女》→「熱情閃耀」
- 《美味Party♡光之美少女》→「美味Party」
- 《開闊天空！光之美少女》→「開闊天空」
- 《美妙寵物 光之美少女》→「美妙寵物」
- 《光之美少女偶像與你》→「偶像與你」

電影動畫
- 常規系列
《電影 美味Party♡光之美少女 夢想中的♡兒童餐！》→「電影美味Party」
→「美妙寵物電影」
- 《All Stars》系列
《光之美少女 All Stars DX 大家都是朋友☆奇蹟的全員大集合！》→「DX」
《光之美少女 All Stars DX2 希望之光☆守護彩虹寶石！》→「DX2」
《光之美少女 All Stars New Stage 未來的朋友》→「New Stage」
《光之美少女 All Stars New Stage2 心中的朋友》→「New Stage2」
《光之美少女 All Stars New Stage3 永遠的朋友》→「New Stage3」
《光之美少女 All Stars 春之嘉年華♪》→「春之嘉年華」
《電影 光之美少女All Stars 一起高歌吧♪奇蹟的魔法！》→「奇蹟魔法」
《電影 光之美少女 Dream Stars!》→「Dream Stars」
《光之美少女 Super Stars!》→「Super Stars」
《擁抱！光之美少女♡光之美少女 All Stars Memories》→「Memories」
《光之美少女 Miracle Universe》→「Universe」
《電影 光之美少女 奇蹟跳躍 與大家不可思議的一天》→「奇蹟跳躍」
《光之美少女 All Stars F》→「All Stars F」

## 作品列表
該系列長年都是3至8歲的日本女孩中最受歡迎的動畫系列。在萬代每月調査的「萬代兒童問卷報告」，和毎年6月定期發布的「兒童喜愛哪個角色？」問卷中都顯示，系列在開始播放後的六年間，一直佔據調查的第三名。在年齡層方面，「3到5歲女童」的部分自2004年以來一直維持在第一位，「6到8歲女童」的部分在2004年及2006年以來也一直保持第一位。
| 系列 | 代 | 作品名稱                | 播出期間                   | 系列導演          | 集數   | 備註                   |
| ---- | -- | ----------------------- | -------------------------- | ----------------- | ------ | ---------------------- |
| 1    | 1  | 光之美少女              | 2004年2月1日2005年1月30日  | 西尾大介          | 49集   |                        |
| 2    | 1  | 光之美少女 Max Heart    | 2005年2月6日2006年1月29日  | 西尾大介          | 47集   |                        |
| 3    | 2  | 光之美少女Splash Star   | 2006年2月5日2007年1月28日  | 小村敏明          | 49集   | [ 6 ]                  |
| 4    | 3  | Yes! 光之美少女5        | 2007年2月4日2008年1月27日  | 小村敏明          | 49集   |                        |
| 5    | 3  | Yes! 光之美少女5GoGo!   | 2008年2月3日2009年1月25日  | 小村敏明          | 48集   | [ 7 ]                  |
| 6    | 4  | 光之美少女：幸福精靈    | 2009年2月1日2010年1月31日  | 志水淳兒 座古明史 | 50集   | [ 8 ]                  |
| 7    | 5  | 光之美少女：甜蜜天使    | 2010年2月7日2011年1月30日  | 長峯達也          | 49集   |                        |
| 8    | 6  | 光之美少女：美樂天使    | 2011年2月6日2012年1月29日  | 境宗久            | 48集   |                        |
| 9    | 7  | Smile 光之美少女！      | 2012年2月5日2013年1月27日  | 大塚隆史          | 48集   | [ 9 ]                  |
| 10   | 8  | 心動！光之美少女        | 2013年2月3日2014年1月26日  | 古賀豪            | 49集   | [ 10 ] [ 11 ]          |
| 11   | 9  | 幸福爆發！光之美少女    | 2014年2月2日2015年1月25日  | 長峯達也          | 49集   |                        |
| 12   | 10 | Go Princess 光之美少女  | 2015年2月1日2016年1月31日  | 田中裕太          | 50集   |                        |
| 13   | 11 | 魔法使光之美少女！      | 2016年2月7日2017年1月29日  | 三塚雅人          | 50集   |                        |
| 14   | 12 | 光之美少女：食尚甜心    | 2017年2月5日2018年1月28日  | 暮田公平 貝澤幸男 | 49集   |                        |
| 15   | 13 | 擁抱！光之美少女        | 2018年2月4日2019年1月27日  | 佐藤順一 座古明史 | 49集   | [ 註 2 ] [ 17 ] [ 18 ] |
| 16   | 14 | Star☆Twinkle 光之美少女 | 2019年2月3日2020年1月26日  | 宮元宏彰          | 49集   | [ 19 ]                 |
| 17   | 15 | 元氣魔法光之美少女      | 2020年2月2日2021年2月21日  | 香村純子          | 45集   | [ 20 ]                 |
| 18   | 16 | 熱情閃耀！光之美少女    | 2021年2月28日2022年1月30日 | 土田豐            | 46集   |                        |
| 19   | 17 | 美味Party♡光之美少女    | 2022年2月6日2023年1月29日  | 深澤敏則          | 45集   |                        |
| 20   | 18 | 開闊天空！光之美少女    | 2023年2月5日2024年1月28日  | 小川孝治          | 50集   | [ 21 ]                 |
| 21   | 19 | 美妙寵物 光之美少女     | 2024年2月4日2025年1月26日  | 佐藤雅教          | 50集   | [ 23 ]                 |
| 22   | 20 | 光之美少女偶像與你      | 2025年2月2日               | 今千秋            | 待公佈 | [ 25 ]                 |
| 總數 | 22 | 20                      | 2004年—                    | 21                | 1018集 | 1018集                 |

| 延伸系列 | 作品名稱                           | 播出期間                    | 電視台                        | 系列導演 | 集數 | 備註 |
| -------- | ---------------------------------- | --------------------------- | ----------------------------- | -------- | ---- | ---- |
| 1        | 希望之力～成年光之美少女'23～      | 2023年10月7日2023年12月23日 | NHK教育頻道                   | 濱名孝行 | 12集 |      |
| 2        | 魔法使光之美少女！！～MIRAI DAYS～ | 2025年1月11日2025年3月30日  | 朝日電視台系列 朝日放送電視台 | 濱名孝行 | 12集 |      |

### 銷售成績
在2004至2007年間有1621.3億日圓（為第六高），至2018年6月達到7207.3億日元（8.074億美元），總計83.9億美元。劇埸銷售統計也是達到日本動畫第八位（238,002,588美元），而目前最高銷售額的系列作品是《光之美少女：甜蜜天使》，至於目前最低銷售額的系列作品則是《美味Party♡光之美少女》。
|    | 作品名稱                | 年度銷售額（日圓） | 年度銷售額（日圓） | 備註   |
| -- | ----------------------- | ------------------ | ------------------ | ------ |
| 1  | 光之美少女              | 101億              |                    | [ 26 ] |
| 2  | 光之美少女 Max Heart    | 123億              |                    | [ 27 ] |
| 3  | 光之美少女Splash Star   | 060億              |                    | [ 28 ] |
| 4  | Yes! 光之美少女5        | 105億              |                    | [ 29 ] |
| 5  | Yes! 光之美少女5GoGo!   | 105億              |                    | [ 30 ] |
| 6  | 光之美少女：幸福精靈    | 119億              |                    | [ 31 ] |
| 7  | 光之美少女：甜蜜天使    | 125億              |                    | [ 32 ] |
| 8  | 光之美少女：美樂天使    | 107億              |                    | [ 33 ] |
| 9  | Smile 光之美少女！      | 106億              |                    | [ 34 ] |
| 10 | 心動！光之美少女        | 098億              |                    | [ 35 ] |
| 11 | 幸福爆發！光之美少女    | 065億              |                    | [ 36 ] |
| 12 | Go Princess 光之美少女  | 066億              |                    | [ 37 ] |
| 13 | 魔法使光之美少女！      | 075億              |                    | [ 38 ] |
| 14 | 光之美少女：食尚甜心    | 081億              |                    | [ 39 ] |
| 15 | 擁抱！光之美少女        | 101億              |                    | [ 40 ] |
| 16 | Star☆Twinkle 光之美少女 | 083億              |                    | [ 41 ] |
| 17 | 元氣魔法光之美少女      | 066億              |                    | [ 42 ] |
| 18 | 熱情閃耀！光之美少女    | 057億              |                    | [ 43 ] |
| 19 | 美味Party♡光之美少女    | 056億              |                    | [ 44 ] |
| 20 | 開闊天空！光之美少女    | 064億              |                    | [ 45 ] |
| 21 | 美妙寵物 光之美少女     | 078億              |                    | [ 46 ] |

## 作品變遷

### 鷲尾天時代（2004—2008）
2004年，播放《光之美少女》，後期多稱為「初代」。雖然預期的主要觀眾是小女孩，但由於此作有許多嶄新嘗試，如將兩位女主角的顏色設定為「黑與白」、由女性主演的肉搏戰等等，使作品在不同年齡層的觀眾間都很受歡迎，成為一部非常成功的作品。本作同時獲得了2005年的東京國際動畫展電視部門優秀作品獎。由於本作初期只定為試驗性質的半年作品，所以前半段和後半段的製作精細度有著明顯的分別。
2005年，播放接續前作的《光之美少女 Max Heart》，在「能賣到50億日圓就等於大成功」的日本女童玩具市場中，以萬代公司製造的玩具創下超過100億日圓收入的佳績，顛覆了玩具業界的常識。平均收視率亦從前作的7.3％升上7.9％，以更成熟的角色形象博得歡迎。不過作品的故事模式亦變得單一，出現人物和必殺技不足以支撐全年的問題。不過人氣表現仍然成功讓東映願意投資製作兩部電影動畫，亦因著商業上處於摸索階段，而出現少數風格較陰暗的電影故事。
2006年，播放第三作《光之美少女Splash Star》，本作再次顛覆同類型系列動畫的慣例，將登場人物和舞台全作變更，但由於主角以及敵人的造型皆與第一代的有過多相似之處，令人感到誠意欠奉。不過此作的人物設定仍引起了許多話題，尤其是兩位由邪惡陣營倒戈的女孩，曾經牽起官方應否承認的廣泛討論。雖然收視在少女動畫中依然屬於高水準，但是明顯低於前二作，玩具的銷售量更大幅落後於同系列作品，只達到60億日圓。儘管在多年以後，亦有人希望可以為本作難得表現穩定的肉搏戰、色彩配置和主角轉換形態的先河等作出重新評價。本作片尾曲2的處理，亦是後來東映動畫為系列全力製作跳舞場面的雛形。
2007年，播放《Yes! 光之美少女5》，繼前作再次更換了登場人物和舞台，連設定一併翻新，由兩人組變成類似戰隊的五人團隊，變身以及必殺技必須合作發動的設定也被取消，像傳統的魔法少女一樣可以各自單獨變身及有屬於自己屬性的技能。同時，變身使用的道具首次與精靈角色脫勾；精靈的偽裝亦首次改成人類，進一步打入主角的生活圈子。美術設定也有很大的改變，如場景中出現歐洲風的街道和建築物。原文標題也取消了前半段的「兩人」（ふたりは），只保留日文的，以表示製作群希望帶給觀眾一個全新的「光之美少女」，亦確立日後製作不用再特別固定人數。本作同時是首部朝日電視台於星期日早上8時半以HDTV播放的動畫，也是系列中首次出現女性反派首領的作品。
2008年，播放接續前作的《Yes! 光之美少女5 GoGo!》，主要的改變是把服裝、道具、敵人形象和幻想舞台等進行比第一代更徹底的翻新，製作預算亦因著前一部的商業成功而增加。同年，東映動畫計劃的紀念活動「光之美少女 5週年」開始進行，確認系列已達至一個重要里程碑，可以成為新一代日本國民的長壽作品。東映動畫亦首次製作了電視動畫以外的網上電台節目「網絡電台 可可&果果的CLUB」，在同年2月至12月開始放送，意圖讓較年長的觀眾群穩固下來。

### 梅澤淳稔時代（2009—2012）
2009年，播放《FRESH光之美少女！》，由這代開始，大多數必殺技都要配置特定的具體武器才可發動，使形象更趨向傳統的魔法少女。整體風格方面，由於製作團隊和監製人員不同而有明顯改變，所以實質上開創不少先河，包括以三人為起始組合、中途加入新成員的劇情發展、3D-CG技術製作的片尾曲舞蹈場面、更為個人化的武器等等，讓日後同系列的製作有所跟隨。此外，導演、系列構成與角色設計亦開始進行每代更替，希望能夠靈活運用製作人員的創意，保持角色和劇情進展的緊湊度和新鮮度。相對地，由上一代中期積極籌備的跨界電影All Stars系列，於本作開始前後同時推出，讓所有年代的光之美少女可以聚首一堂，時刻喚起一些成年觀眾的回憶，同時特別強調兩代交替的時刻。本作同時是系列中首次出現主角不在同一所學校就讀的作品。
2010年，播放《光之美少女：甜蜜天使》，本作除了宣傳劇情品質成熟改良外，時尚的要素也在主題中繼續呈現，特別是服裝方面。值得注目的是製作人員與小魔女DoReMi有所關連，除了美術風格與前作的差異，變身畫面的數碼效果更大幅提升。故事著重描寫主角內心的成長、感受，也再次將初始主角拉回二人；後來追加成員時不僅首度出現凡人形態為高中生的光之美少女，也有當代過去光之美少女一時登場的畫面，不再迴避系列之間有異的傳說歷史。本作更首次安排劇場版原創人物在本篇出現。本作對一眾角色的心靈有著迅速而又細膩的描寫，受到廣大年齡層的回響，也有目前同系列中最高的玩具銷售額，達至125億日圓。
2011年，播放《光之美少女：美樂天使》，本作品背景以音樂為主，此作的人數設定再次延續上一部的二人組光之美少女作為初始設定，加入新角色後首度出現變身前為小學生的光之美少女。故事上加入了「音樂」要素貫遍本作，主題上較其他同系列作品集中，變身及必殺技場面亦因著吸納上一代的好成績而締成歷代最華麗的製作。本作為系列開播以來首次在發售DVD的同時安排Blu-ray影碟，以12集為一卷。而受到東日本大震災影響，電影在籌備上曾經出現阻滯，最後需要放棄拼砌電影獨有的世界觀，製成一部與電視動畫有較強上文下理關係的作品。本作同時是系列中第二次出現主角不在同一所學校就讀的作品。
2012年，播放《Smile 光之美少女！》，本作是系列第三代以來再次出現五人的組合模式，角色設計也同樣是由第三代的人員負責。此外，製作人強調本作品主題是要鼓勵日本人走出東日本大震災的陰霾，表現出正面的團隊精神。為此，本作很多內容演出都以誇張形式表現，作畫張數亦不停挑戰電視動畫製作的極限，在粉絲之間造就了不少話題。本作亦與《光之美少女Splash Star》一樣為後期未追加新成員的光之美少女系列作。同年的All Stars系列由「DX」轉為「New Stage」，意圖減少出演的聲優人數，讓戲份集中於交替兩代身上，結果在商業成績穩定下，被各方大肆批評沒有尊重開創系列的前數代。

### 柴田宏明時代（2013—2015）
2013年，播放《DokiDoki! 光之美少女》，為本系列第十部作品。本作後期加入新角色後首度出現變身後身體長大的光之美少女。製作方面，本作找來的主要導演、故事構成和監管製作組的人員過往都未曾參與本系列，同時亦更新了音樂和片尾曲舞蹈場面之人員，而電視版的作畫人手的分佈和編排亦於同系列作品中顯得較短拙。相對地，劇場版在穩定水準下創下了系列單體電影作品的最高票房紀錄，而同年All Stars系列亦在積極檢討下進行較均勻的角色分配，讓每一代的成員都有機會發聲，成功挽回部分粉絲的信心。本作同時是系列中第三次出現主角不在同一所學校就讀的設定。本作播放期間的商業成績有所倒退，其中在萬代的女子玩具表現中遜於新登場的《偶像學園》，國內業績亦無法承繼過去6年超過100億日圓的佳績。
2014年，播放《幸福爆發！光之美少女》，為本系列十週年之作，於前34集的片頭曲開端會播放歷代光之美少女的紀念祝福語。設定上亦打破前例，將光之美少女和反派組織設定為眾所周知的存在，原先光之美少女必須隱藏身分的原由則以「禁止戀愛條例」取而代之。本作亦為系列中第二次出現主角常規化的轉換形態攻擊，而相關場面亦特別引入全3D-CG技術製作，同時是系列中第二次出現女性反派首領的作品，也是系列首次出現反派首領曾經是光之美少女的作品。然而，由於在主題設定方面發揮不佳，並碰上其他作品壟斷及攻佔玩具市場（如《妖怪手錶》、《星光樂園》、《偶像學園》等），導致本作同期商業成績僅高於系列最低的第二代（65億日圓）。不少內外人員都將本作主題不協調和製作資源時常緊絀的狀況歸咎於當期製作人柴田宏明，而他亦於系列下一作品被中途撤離。

### 神木優及內藤圭佑時代（2015—2018）
2015年，播放《Go Princess 光之美少女》，為本系列第十代作品。本作是系列第二次出現以三人為起始的組合。3D-CG技術的運用在本作更趨成熟，普遍更自然地融合於歌曲動畫、本篇、變身和必殺技當中，亦銳意引入更多細節上的差異。本作同時是系列中第三次出現女性反派首領的作品，也是首次出現主角於寄宿制學校就讀及在海邊穿著泳裝登場的作品。此作中的光之美少女被稱為「傳說中的光之美少女公主」，是系列首次不使用共通稱號「傳說中的戰士」。另外，有別於過往系列作品只會上演一段故事，本作電影首度分割為三組長中短篇的故事作同時上映。而儘管本作評價大幅回升，整體商業成績還是無法重回過去的輝煌（66億日圓），惟有版權收入恢復的跡象讓東映及時說服一眾投資者不要放棄系列。而因應前作的失誤，東映動畫決定由本作開始將每年輪替擴展至製作人層面，並積極起用新人和使用梅花間竹的形式，保持新鮮感。第一代製作人鷲尾天亦於本作起以企劃人身份回歸，對系列製作方向作出一定指導。
2016年，播放《魔法使光之美少女！》，本作是自《幸福爆發！光之美少女》以來再度出現常規換裝，並再次以二人組合為初始基調。身體長大的特性亦得以擴展，並成為系列其中一個主軸。本作亦大膽採用主角聲優演唱片尾曲，創下系列先河；本作回復自《光之美少女：美樂天使》以來，主要變身以及必殺技必須合作發動的設定。本作魔法相關的場景設定也被認為與《哈利·波特》如出一轍。在此作中的光之美少女被稱為「傳說中的魔法使」。本作亦是系列首次在大結局中安排下一部作品主角提前登場的作品，並為及後作品所跟隨。
2017年，播放《光之美少女：食尚甜心》，本作主要取消了系列以往每集中均會進行肉搏戰的傳統設定，改為將對敵的戰鬥變為更加華麗，更側重以甜點材料的魔法表現力量。此作中的光之美少女被稱為「傳說中的甜品師」。本作亦是目前系列內光之美少女變身者人數（我方成員）最多的作品，人物設定涵蓋之廣讓其同時成為系列中第二次出現高中生成員，及第四次出現主角不在同一所學校就讀的作品。自本作起，官方設立了Youtube頻道「光之美少女官方」，有關光之美少女相關的影像將會上傳至該頻道。而隨著上一代主演聲優演唱獲得好評，官方嘗試拓展音樂的周邊，首次安排主演聲優群與演唱歌手共同登上夏季演唱會《Animelo Summer Live》舞台和舉行獨立音樂演唱會。另外自本作啟播後的春季劇場版，基本上不再讓全系列作的光之美少女成員登場，而是最新作加上前兩部系列作的成員來進行故事。
2018年，播放《擁抱！光之美少女》，為系列的第15部紀念作品。以本作為主的年度商業成績自《Smile 光之美少女！》以來再次突破百億，讓系列於其他兒童向作品持續弱勢下重奪昔日輝煌。有別於《幸福爆發！光之美少女》各方面準備粗疏，東映於召集著名製作人員和整合內容支線方面都付出更多努力，主張「回歸光之美少女系列的原點」，包括肉搏戰，亦在每集標題及招式設定上帶有致敬前作的意味。本作故事以「守護孩子的母親」為主，亦是呼應系列多部作品不同的「養育」和「傳承」要素。人物方面，本作是自《Go Princess 光之美少女》以來，第三度出現三人的初始組合，亦是第三部出現小學生成員的作品；本作亦首次同時追加兩名新成員，並首次由仿生人變身以及非日式姓名的成員。而為了將第15部紀念作推向高潮，本作破天荒讓全明星的故事及製作規模搬入電視螢幕，以突破系列單集最高幀數的作畫演出第36集及第37集；原有單獨電影的檔期亦改為全明星在3D為主的製作下共演，並為7年來再度讓全部光之美少女的成員獻聲，被官方形容為極有可能後無來者的安排。本作音樂方面亦特別安排其中1集的片尾曲為特殊ED，及在完結篇時沒有片頭曲。本作亦成為光之美少女系列最後一部在平成時代播放結束的作品。

### 令和時代（2019—）
2019年，播放《Star☆Twinkle 光之美少女》，本作將迎接令和時代，也是光之美少女系列作首次出現外星人和第三勢力變身、古銅色肌膚的光之美少女的作品，更是首次以宇宙和星座為題材，敵人主要用的雜兵刺客物質程度降低。本作為系列首度實行光之美少女一邊唱歌一邊變身。本作同時是系列中第四次出現女性反派首領、第二次完結篇時沒有片頭曲的作品。而因著東映動畫製作人團隊人事變動，管理層決定製作人從本作起由梅花間竹改為年度更替，模式更接近其他東映動畫管理的長壽作品。
2020年，播放《元氣魔法光之美少女》，本作是光之美少女系列第一部在令和時代開播的電視作品，亦是多年來女性參與主創陣容比例最高的一代。本作對多年精靈可化為變身道具的設定作出延伸，讓變身道具同時可作武器使用，因此可說是系列首次出現精靈直接變成武器參與戰鬥的作品，本作主題曲動畫亦首度安排主創及首集以外之成員主力製作，對傳統強調動畫師身兼多職的東映動畫而言為少有的安排。此外由於開播時遇上「2019冠状病毒病疫情」，故以「醫療」為主題的本作也被很多人視為對應時局之作，但也導致本作第13集及後續集數的播出時間被迫延期至6月28日，同樣被迫延期的還有原定於春季上映的劇場版《奇蹟跳躍》，此部電影延期至同年10月31日上映，而本作的單獨劇場版更是被延期到2021年3月20日才上映。
2021年，播放《熱情閃耀！光之美少女》，受上季以來疫情影響，本作成為該動畫時段自系列開始乃至本動畫時段自1999年《小魔女DoReMi》以來，未能在2月第一個星期日開始的作品，也是系列中第五次出現女性反派首領的作品，更是系列中首次出現由美人魚變身成光之美少女的作品，還是系列首個未有跨界電影的作品。本作亦是系列首次在大結局其ED有延續故事結尾的作品。
2022年，播放《美味Party♡光之美少女》，本作是繼《光之美少女：食尚甜心》後再度以「料理」作為故事題材，並重新恢復在2月第一個星期日開始播放的傳統，更是系列中首次出現由旁白負責講述故事進程的作品。由於受2022年3月6日东映动画网络遭到「第三方入侵」事件的影響，该社采取了停止部分内部系统和限制外部访问等措施，導致本作的动画制作进度受到影响，原定于2022年3月13日播出的本作第6集停播並改為重播本作第4集，3月20日至4月3日連續3周則改為播放《劇場版擁抱！光之美少女♡光之美少女All Stars Memories》，4月10日重播本作第5集，第6集及之後集数於4月17日開始复播，因此本作成為首部非因冠狀病毒疫情而延遲播放一個月以上的光之美少女系列作品，此外本作是系列第二次沒有跨界電影系列作品。
2023年，播放《開闊天空！光之美少女》，為系列的第20部紀念作品，更是系列中首次出現由水藍色擔任且並非來自日本的主角光之美少女，同時本作也首度引入男性以及成年的光之美少女。本作繼《元氣魔法光之美少女》之後睽違三年再次出現跨界劇場版作品，同時也是繼《擁抱！光之美少女》之後睽違五年再次出現「All Stars」系列作品。同時也是從開播到完結（包括《光之美少女 All Stars F》劇場版，以及往後的劇場版），沒有任何強化形態的一代。本作亦是系列首次在大結局為不只延續故事結尾，同時最終回ED也不是後期片尾曲的作品。
同年10月，播放《光之美少女Splash Star》及《Yes! 光之美少女5 GoGo!》的續作《希望之力～成年光之美少女'23～》。
2024年，播放《美妙寵物 光之美少女》，更是首次以犬系動物角色來擔任主役，並且首度由蠟筆小新角色客串的光之美少女作品，並且犬組光之美少女亦在蠟筆小新第1233集時客串演出。本作亦第三次未追加新成員。
2025年，播放《魔法使光之美少女！》的續作《魔法使光之美少女！！～MIRAI DAYS～》，同年亦播放《Idol光之美少女你與我》。本作亦第二次同時追加兩名新成員。

## 角色列表
以下成員的顏色是根據官方所發行的書籍或商品作標準。
| 變身名稱        | 變身名稱        | 首次變身            | 變身者           | 配音員          | 備註            |
| 無印／Max Heart | 無印／Max Heart | 無印／Max Heart     | 無印／Max Heart  | 無印／Max Heart | 無印／Max Heart |
| --------------- | --------------- | ------------------- | ---------------- | --------------- | --------------- |
|                 | 黑天使          | 「無印」 （1）      | 美墨莎莎         | 本名陽子        |                 |
|                 | 雪天使          | 「無印」 （1）      | 雪城乃香         | 尤加奈          |                 |
|                 | 夏妮露米納絲    | 「Max Heart」 （5） | 九條光           | 田中理惠        |                 |
| Splash Star     |                 |                     |                  |                 |                 |
|                 | 花天使月天使    | 130                 | 日向葵           | 樹元織江        |                 |
|                 | 舞天使風天使    | 130                 | 美翔舞           | 榎本溫子        |                 |
| 5／GoGo!        |                 |                     |                  |                 |                 |
|                 | 夢天使          | 「5」（1）          | 夢原望美         | 三瓶由布子      |                 |
|                 | 火天使          | 「5」（2）          | 夏木玲子         | 竹內順子        |                 |
|                 | 星天使          | 「5」（3）          | 春日野麗子       | 伊瀨茉莉也      |                 |
|                 | 冰天使          | 「5」（4）          | 秋元小町         | 永野愛          |                 |
|                 | 水天使          | 「5」（6）          | 水無月香戀       | 前田愛          |                 |
|                 | 紫天使          | 「GoGo!」 （10）    | 美美野露米       | 仙台惠理        |                 |
| 幸福精靈        |                 |                     |                  |                 |                 |
|                 | Cure Peach      | 1                   | 桃園愛           | 沖佳苗          |                 |
|                 | Cure Berry      | 2                   | 蒼乃美希         | 喜多村英梨      |                 |
|                 | Cure Pine       | 3                   | 山吹祈里         | 中川亞紀子      |                 |
|                 | Cure Passion    | 23                  | 東剎那           | 小松由佳        |                 |
| 甜蜜天使        |                 |                     |                  |                 |                 |
|                 | 花蕾天使        | 1                   | 花咲蕾           | 水樹奈奈        |                 |
|                 | 海洋天使        | 3                   | 來海繪理香       | 水澤史繪        |                 |
|                 | 陽光天使        | 23                  | 明堂院樹         | 桑島法子        |                 |
|                 | 月光天使        | 1                   | 月影百合         | 久川綾          |                 |
| 美樂天使        |                 |                     |                  |                 |                 |
|                 | 旋律天使        | 1                   | 北條響           | 小清水亞美      |                 |
|                 | 節奏天使        | 1                   | 南野奏           | 折笠富美子      |                 |
|                 | 節拍天使        | 21                  | 黑川艾蓮         | 豐口惠          |                 |
|                 | 謬思天使        | 35                  | 調邊亞子         | 大久保瑠美      |                 |
| Smile           |                 |                     |                  |                 |                 |
|                 | 快樂天使        | 1                   | 星空幸           | 福圓美里        | [ 5 ]           |
|                 | 睛朗天使        | 2                   | 日野茜           | 田野麻美        | [ 5 ]           |
|                 | 和平天使        | 3                   | 黃瀨彌生         | 金元壽子        | [ 5 ]           |
|                 | 旋風天使        | 4                   | 綠川直           | 井上麻里奈      | [ 5 ]           |
|                 | 美麗天使        | 5                   | 青木麗華         | 西村千奈美      | [ 5 ]           |
| 心動            |                 |                     |                  |                 |                 |
|                 | 愛心天使        | 1                   | 相田愛           | 生天目仁美      |                 |
|                 | 鑽石天使        | 3                   | 菱川六花         | 壽美菜子        |                 |
|                 | 幸運草天使      | 4                   | 四葉愛麗絲       | 淵上舞          |                 |
|                 | 聖劍天使        | 1                   | 劍崎真琴         | 宮本佳那子      |                 |
|                 | 王牌天使        | 22                  | 圓亞久里         | 釘宮理惠        |                 |
| 幸福爆發        |                 |                     |                  |                 |                 |
|                 | 可愛天使        | 1                   | 愛乃惠           | 中島愛          |                 |
|                 | 公主天使        | 1                   | 白雪姬           | 潘惠美          |                 |
|                 | 蜂蜜天使        | 9                   | 大森悠子         | 北川里奈        |                 |
|                 | 命運天使        | 1                   | 冰川伊緒奈       | 戶松遙          |                 |
| Go Princess     |                 |                     |                  |                 |                 |
|                 | 花神天使        | 1                   | 春野遙           | 嶋村侑          |                 |
|                 | 人魚天使        | 2                   | 海藤南           | 淺野真澄        |                 |
|                 | 閃亮天使        | 4                   | 天之川綺羅       | 山村響          |                 |
|                 | 赤紅天使        | 22                  | 紅城永久         | 澤城美雪        |                 |
| 魔法使          |                 |                     |                  |                 |                 |
|                 | 奇蹟天使        | 1                   | 朝日奈未來       | 高橋李依        |                 |
|                 | 魔法天使        | 1                   | 十六夜理子       | 堀江由衣        |                 |
|                 | 幸福天使        | 22                  | 花海言葉         | 早見沙織        |                 |
| 食尚甜心        |                 |                     |                  |                 |                 |
|                 | 奶油天使        | 1                   | 宇佐美一花       | 美山加戀        |                 |
|                 | 卡士達天使      | 2                   | 有栖川陽莉       | 福原遙          |                 |
|                 | 冰淇淋天使      | 3                   | 立神葵           | 村中知          |                 |
|                 | 馬卡龍天使      | 5                   | 琴爪緣           | 藤田咲          |                 |
|                 | 巧克力天使      | 6                   | 劍城晶           | 森奈奈子        |                 |
|                 | 聖代天使        | 23                  | 綺羅星夏爾       | 水瀨祈          |                 |
| 擁抱            |                 |                     |                  |                 |                 |
|                 | 喝采天使        | 1                   | 野乃花           | 引坂理繪        |                 |
|                 | 聖潔天使        | 2                   | 藥師寺紗綾       | 本泉莉奈        |                 |
|                 | 星辰天使        | 5                   | 輝木譽           | 小倉唯          |                 |
|                 | 摯愛天使        | 20                  | 愛崎惠美瑠       | 田村奈央        |                 |
|                 | 愛神天使        | 20                  | 露露・艾莫爾     | 田村由香里      |                 |
| Star☆Twinkle    |                 |                     |                  |                 |                 |
|                 | 星空天使        | 1                   | 星奈光           | 成瀨瑛美        | -               |
|                 | 銀河天使        | 2                   | 羽衣拉拉         | 小原好美        | -               |
|                 | 太陽天使        | 4                   | 天宮愛蓮娜       | 安野希世乃      | -               |
|                 | 月神天使        | 5                   | 香久矢圓香       | 小松未可子      | -               |
|                 | 宇宙天使        | 20                  | 尤妮             | 上坂堇          | -               |
| 元氣魔法        |                 |                     |                  |                 |                 |
|                 | Cure Grace      | 1                   | 花寺和佳         | 悠木碧          | -               |
|                 | Cure Fontaine   | 3                   | 澤泉千優         | 依田菜津        | -               |
|                 | Cure Sparkle    | 4                   | 平光向日葵       | 河野日和        | -               |
|                 | Cure Earth      | 19                  | 風鈴亞莎         | 三森鈴子        | -               |
| 熱情閃耀        |                 |                     |                  |                 |                 |
|                 | Cure Summer     | 1                   | 夏海真夏         | 菲魯茲·藍       | -               |
|                 | 珊瑚天使        | 3                   | 涼村珊珊         | 花守由美里      | -               |
|                 | 水果天使        | 4                   | 一之瀨實         | 石川由依        | -               |
|                 | 紅鶴天使        | 5                   | 瀧澤飛鳥         | 瀨戶麻沙美      | -               |
|                 | Cure Lamer      | 17                  | 蘿拉・拉梅爾     | 日高里菜        | -               |
| 美味PARTY       |                 |                     |                  |                 |                 |
|                 | 珍貴天使        | 1                   | 和實結           | 菱川花菜        | -               |
|                 | 香料天使        | 4                   | 芙羽心音         | 清水理沙        | -               |
|                 | 美味天使        | 7                   | 華滿蘭           | 井口裕香        | -               |
|                 | 終極天使        | 18                  | 菓彩甘寧         | 茅野愛衣        | -               |
| 開闊天空        |                 |                     |                  |                 |                 |
|                 | 晴空天使        | 1                   | 晴天・哈蕾瓦塔爾 | 關根明良        | -               |
|                 | 棱鏡天使        | 4                   | 虹之丘真白       | 加隈亞衣        | -               |
|                 | 羽翼天使        | 9                   | 夕陽翼           | 村瀨步          | -               |
|                 | 蝴蝶天使        | 18                  | 聖蝶             | 七瀨彩夏        | -               |
|                 | 莊嚴天使        | 31                  | 艾兒             | 古賀葵          | -               |
| 美妙寵物        |                 |                     |                  |                 |                 |
|                 | 美好天使        | 1                   | 犬飼麥           | 長繩麻理亞      | -               |
|                 | 友愛天使        | 2                   | 犬飼彩葉         | 種﨑敦美        | -               |
|                 | 喵喵天使        | 11                  | 貓屋敷雪         | 松田颯水        | -               |
|                 | 莉莉安天使      | 19                  | 貓屋敷真結       | 上田麗奈        | -               |
| 偶像與你        |                 |                     |                  |                 |                 |
|                 | 偶像天使        | 1                   | 咲良羽音         | 松岡美里        | -               |
|                 | 俏麗天使        | 3                   | 蒼風奈奈         | 高橋未奈美      | -               |
|                 | 心跳天使        | 7                   | 紫雨心           | 高森奈津美      | -               |
| 心戀天使        | 心戀天使        | 17                  | 普莉露           | 南條愛乃        | -               |
| 親親天使        | 親親天使        | 17                  | 美樂露           | 花井美春        | -               |

## 相關事件

### 剖腹產議題
在《擁抱！光之美少女》第35集因提到剖腹產，引發不少討論，當天在推特出現兩個熱門關鍵字：「#precure」和「#」（剖腹產的日文），而讓全日本的媽媽感動不已，而一些日本媽媽也分享自己剖腹產的經歷，希望不要再認為剖腹產是失敗者。
G

### 支援菲律賓貧困地區修建圖書館
2018年10月，光之美少女宣布為菲律賓貧困地區修建圖書館的企劃合作，為菲律賓的孩子帶來笑容和夢想，計畫邀請了三位菲律賓薩馬島的孩子前往日本東映動畫製作公司，讓他們了解動畫如何製作出來，還採訪當地的孩子講述他們自己的夢想，東映也十分樂於參予這個企劃的宣傳，讓該動畫的理念在現實中實現。

## 腳註
註釋
1. ↑  在《甜蜜天使》播放前的作品都是用作標題中的英文，直到該作後才改成，但香港和臺灣繼續沿用作為英文名稱。
2. ↑  
2018年為本系列播放的第15年，製作團隊在該年作了多項變革：
  - 拍攝了首套關於系列作的電視影集[12]。
  - 安排系列往期主角在本篇出場[13]。
  - 把每年2月1日（首作開始播出日期）制定為「光之美少女日」[14]。
  - 作品本身方面，劇場版為「All Stars」形式，被金氏世界紀錄認定為「最多魔法少女登場的動畫電影」[15]
[16]。

資料來源
1. ↑  . Natalie. 2012-08-08  [2024-10-17] （日语）.
2. ↑  . Natalie. 2013-02-01  [2024-10-17] （日语）.
3. ↑  . Famitsu. 2023-05-24  [2024-10-17] （日语）.
4. ↑  . Oricon News. 2023-02-02  [2024-10-17] （日语）.
5. 1 2  . 2018-10-31  [2025-04-28] （日语）.
6. ↑  . Anime Anime!. 2006-01-06  [2024-10-18] （日语）.
7. ↑  . Anime News Network. 2007-11-28  [2024-10-17] （英语）.
8. ↑  . Anime News Network. 2008-11-03  [2024-10-17] （英语）.
9. ↑  . Crunchyroll. 2011-11-28  [2024-10-18] （英语）.
10. ↑  . 動畫新聞網. 2012-10-24  [2014-06-10] （英语）.
11. ↑  . 動畫新聞網. 2013-02-06  [2024-06-10] （英语）.
12. ↑  . 體育日本. 2018-02-14  [2024-06-11]. （原始内容存档于2018-04-03） （日语）.
13. ↑  . J-CAST News. 2018-06-24  [2018-06-24] （日语）.[永久]
14. ↑  . MANTANWEB. 2018-02-01  [2024-06-11]. （原始内容存档于2018-06-17） （日语）.
15. ↑  . 日刊體育. 2018-10-27  [2024-06-11]. （原始内容存档于2018-10-27） （日语）.
16. ↑  . 日刊體育. 2018-10-28  [2024-06-11]. （原始内容存档于2018-10-29） （日语）.
17. ↑  . 2014-10-30  [2014-06-29] （英语）.
18. ↑  . 2014-10-30  [2014-06-11] （英语）.
19. ↑  . Natalie. 2018-11-29  [2024-12-27] （日语）.
20. ↑  @trademark_bot.  (推文). 2019-10-22  [2024-06-11] –Twitter （日语）.
21. ↑  . 動畫新聞網. 2022-11-30  [2024-06-11] （英语）.
22. ↑  . 東映動畫. 2023-11-30  [2024-06-11] （日语）.
23. ↑  . 動畫新聞網. 2023-11-30  [2024-06-11] （英语）.
24. ↑   (新闻稿). 東映動畫. 2024-11-29  [2025-08-08] （日语）.
25. ↑  . 動畫新聞網. 2025-01-04  [2025-08-08] （英语）.
26. ↑   (PDF). : 5.   [2024-06-11]. （原始内容 (PDF)存档于2014-02-01）.
27. ↑   (PDF). : 3.   [2024-06-11]. （原始内容 (PDF)存档于2011-09-18）.
28. ↑   (PDF). : 3.   [2024-06-11].
29. ↑   (PDF). : 2.   [2024-06-11].
30. ↑   (PDF). : 2.   [2024-06-11].
31. ↑   (PDF). : 2.   [2024-06-11].
32. ↑   (PDF). : 2.   [2024-06-11].
33. ↑   (PDF). : 2.   [2024-06-11].
34. ↑   (PDF). : 2.   [2024-06-11].
35. ↑   (PDF). : 2.   [2024-06-11].
36. ↑   (PDF). : 3.   [2024-06-11].
37. ↑   (PDF). : 2.   [2024-06-11].
38. ↑   (PDF). : 2.   [2024-06-11].
39. ↑   (PDF). : 3.   [2024-06-11].
40. ↑   (PDF). : 2.   [2024-06-11].
41. ↑   (PDF). : 2.   [2024-06-11].
42. ↑   (PDF). : 2.   [2024-06-11].
43. ↑   (PDF). : 4.   [2024-06-11].
44. ↑   (PDF). : 4.   [2024-06-11].
45. ↑   (PDF). : 2.   [2024-06-11].
46. ↑   (PDF). バンダイナムコホールディングス: 2.   [2025-08-08].
47. ↑   . : 15 （日语）.
48. ↑  .   [2013-07-30]. （原始内容存档于2014-03-02）.
49. ↑  . 东映动画 (新闻稿).   [2025-08-09]. （原始内容存档于2022-03-09） （日语）.
50. ↑   . Febri編集部. 2023-10-20. ISBN 9784758018463 （日语）.
51. ↑  . Natalie. 2018-12-27  [2024-12-27] （日语）.
52. ↑  . Natalie. 2019-05-31  [2024-12-27] （日语）.
53. ↑  . Natalie. 2019-12-26  [2024-12-26] （日语）.
54. ↑  . Natalie. 2022-06-22  [2024-12-26] （日语）.
55. ↑  . Natalie. 2021-01-29  [2024-12-26] （日语）.
56. ↑  . Natalie. 2021-06-01  [2024-12-26] （日语）.
57. ↑  . Natalie. 2022-01-09  [2024-12-26] （日语）.
58. ↑  . Natalie. 2023-01-28  [2024-12-26] （日语）.
59. ↑  . Natalie. 2023-03-26  [2024-12-26] （日语）.
60. ↑  . Natalie. 2023-05-28  [2024-12-26] （日语）.
61. ↑  . Natalie. 2024-01-28  [2024-12-26] （日语）.
62. ↑  . Natalie. 2024-01-07  [2024-12-26] （日语）.
63. ↑  . Natalie. 2025-01-05  [2025-08-08]. （原始内容存档于2025-01-05） （日语）.
64. ↑  . Natalie. 2025-05-29  [2025-08-08] （日语）.
65. ↑  . 宅宅新聞. 2018-10-08  [2018-10-26]. （原始内容存档于2018-10-12） （中文（臺灣））.
66. ↑  . ACGer. 2018-10-09  [2018-10-26]. （原始内容存档于2018-10-26） （中文（香港））.

## 外部連結
- 朝日放送電視台官方網站 （日語）
- 東映動畫官方網站 （日語）
- 《光之美少女系列》的X（前Twitter） （日語）